# Mia Tomlinson
Mia Tomlinson (31 mei 1995) is een Brits actrice. Ze speelde onder andere de hoofdrol van Anne Bonny in de Netflix docuserie The Lost Pirate Kingdom. Daarnaast heeft ze een rol in de toekomstige film The Conjuring: Last Rites.

## Vroegere leven
Tomlinson groeide op in West Hampstead, Noord-Londen, als de oudste van drie kinderen van haar moeder Nichole Rees, een fotografe, en haar vader Marcus Tomlinsonn een directeur en visueel artiest die heeft gewerkt met fashiondesigners als Philip Treacy. Tomlinson ging naar de Fitzjohn's Primary School en daarna naar de North Bridge House School. Ze studeerde af aan de King's College London met een academische graad in Engels en Frans.

## Biografie
Tomlinsons eerste grote rol was in 2021 toen ze de vrouwelijke piraat Anne Bonny speelde in de Netflix docuserie The Lost Pirate Kingdom speelde. Ook had Tomlinson in hetzelfde jaar een hoofdrol als Lena in de televisieserie The Beast Must Die. 
In september 2024 werd bekend dat Tomlinson de hoofdrol van Judy Warren, de dochter van Ed en Lorraine Warren in de horrorfilm The Conjuring: Last Rites, gaat spelen. De film staat gepland voor september 2025. 

## Filmografie
| Jaar | Titel                   | Rol        |
| ---- | ----------------------- | ---------- |
| 2021 | The Lost Pirate Kingdom | Anne Bonny |
| 2021 | The Beast Must Die      | Lena       |